# Roderich Kiesewetter

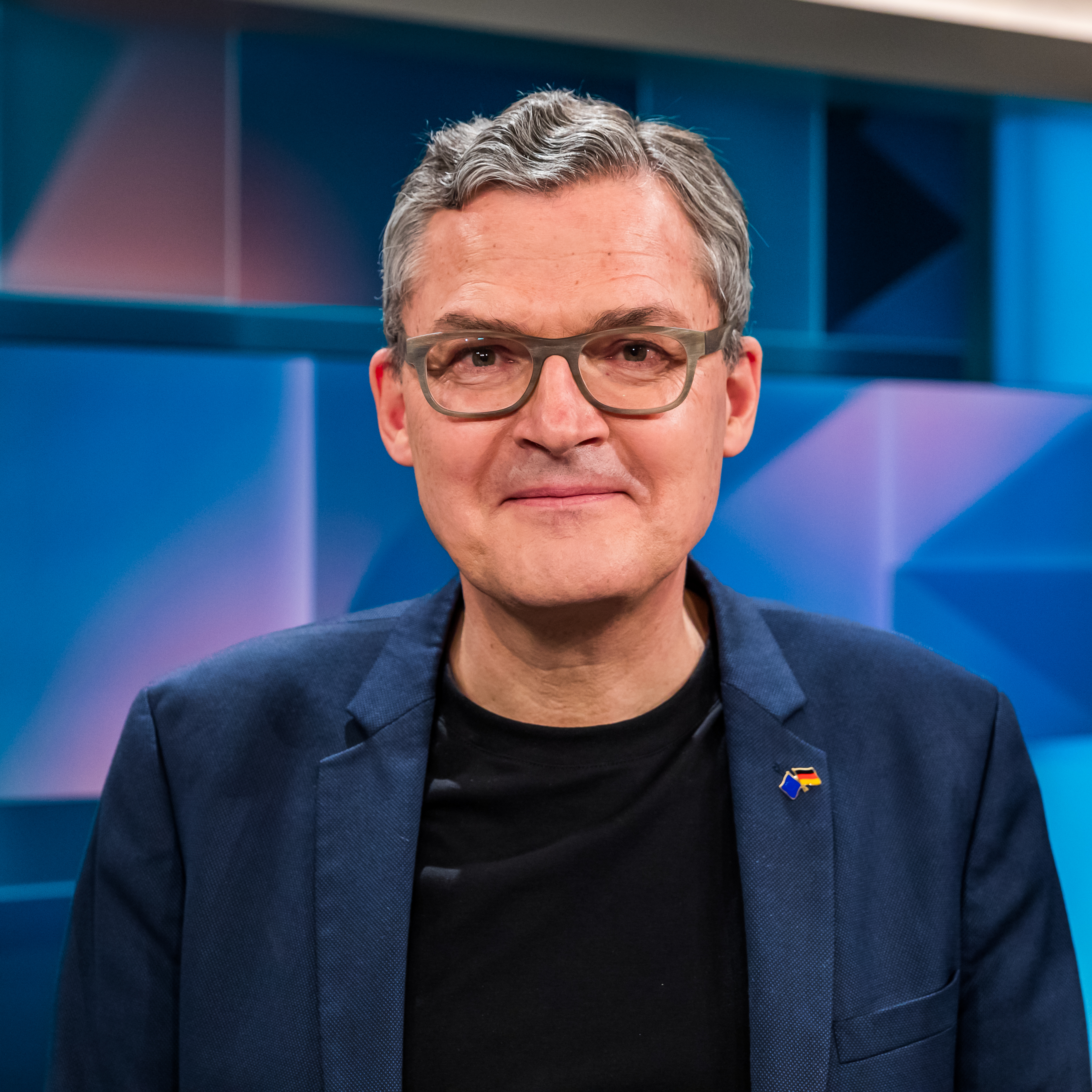
Roderich Kiesewetter (2025)

Roderich Kiesewetter (* 11. September 1963 in Pfullendorf) ist ein deutscher Politiker (CDU), Oberst außer Dienst der Bundeswehr und seit 2009 direkt gewähltes Mitglied des Deutschen Bundestages für den Bundestagswahlkreis Aalen – Heidenheim. Von 2011 bis 2016 war er Präsident des Verbandes der Reservisten der Deutschen Bundeswehr.

## Militärischer Werdegang
Der aus einer Soldaten- und Offizierfamilie stammende Kiesewetter legte das Abitur im Jahr 1982 am Hariolf-Gymnasium in Ellwangen an der Jagst ab und wurde als Berufsoffizieranwärter in die Bundeswehr eingestellt. Er absolvierte die Offiziersausbildung zum Offizier des Truppendienstes der Artillerietruppe und studierte von 1983 bis 1986 Wirtschafts- und Organisationswissenschaften an der Universität der Bundeswehr München und Economics an der University of Texas in Austin. Er beendete das Studium 1986 mit dem Abschluss Diplom-Kaufmann.
Anfang 1991 wurde Kiesewetter Batteriechef in Sondershausen/Thüringen und nahm damit für über zwei Jahre am „Aufbau Ost“ im Rahmen der „Armee der Einheit“ teil. Im Jahre 1993 wurde er Adjutant des Befehlshabers im Wehrbereichskommando III in Düsseldorf, Generalmajor Götz Gliemeroth.
In den Jahren 1995 bis 1997 absolvierte er den 38. Generalstabslehrgang Heer an der Führungsakademie der Bundeswehr (FüAkBw) in Hamburg, wo er zum Offizier im Generalstabsdienst ausgebildet wurde.
In seiner ersten Generalstabsverwendung war er im Bundesministerium der Verteidigung (BMVg) und anschließend im Auslandseinsatz auf dem Balkan (SFOR) eingesetzt. Daran schlossen sich Verwendungen als Referent beim Europäischen Rat und beim NATO-Hauptquartier in Brüssel und Mons an. Von 2002 bis 2004 führte er als Oberstleutnant und Kommandeur das Raketenartillerielehrbataillon 52 in Hermeskeil. Anschließend war er von 2004 bis 2006 als G 3 der 7. Panzerdivision in Düsseldorf und als Grundsatzreferent im Führungsstab des Heeres (Fü H) in Bonn eingesetzt. Während der Verwendung als G 3 war er in seinem 2. Auslandseinsatz bei EUFOR ALTHEA wiederum auf dem Balkan. Im Oktober 2006 wurde er zum Oberst befördert und war Büroleiter der Stabschefs General Rainer Schuwirth und anschließend von General Karl-Heinz Lather im NATO-Hauptquartier Europa (SHAPE) in Mons (Belgien). Während dieser Verwendung war er mehrfach auf längeren dienstlichen Aufenthalten in Afghanistan. Im April 2009 wurde er in das Kommando Operative Führung Eingreifkräfte (KdoOpFüEingrKr) nach Ulm versetzt.
Ab der konstituierenden Sitzung des 17. Deutschen Bundestages am 27. Oktober 2009 ruhten seine Rechte und Pflichten aus dem Dienstverhältnis als Berufssoldat zunächst. Im Juni 2015 wurde er aus dem aktiven Dienst verabschiedet.

## Politischer Werdegang

### Partei
Kiesewetter trat im Jahr 1979 in die Junge Union (JU) und 1981 in die Christlich Demokratische Union Deutschlands (CDU) ein. Er war Ortsvorsitzender der JU Ellwangen, stellvertretender Kreisvorsitzender der JU und stellvertretender Landesvorsitzender der Schüler Union Baden-Württemberg. Er war zudem von 2015 bis 2022 Kreisvorsitzender der CDU Ostalb.
Kiesewetter war von 2009 bis 2015 Mitglied im Bezirksvorstand der CDU Nordwürttemberg (ab 2011 als stellvertretender Bezirksvorsitzender) und von 2011 bis 2015 Beisitzer im Landesvorstand der CDU Baden-Württemberg. Außerdem leitete er bis 2015 den Arbeitskreis Bundeswehr der CDU Baden-Württemberg und war Mitglied im Landesfachausschuss Europapolitik der CDU. Von 2014 bis 2019 war er Vorsitzender des Bundesfachausschusses für Außen-, Sicherheits-, Entwicklungs- und Menschenrechtspolitik. Im Januar 2018 wurde er vom CDU-Landesvorstand Baden-Württemberg zum Vorsitzenden des neu gebildeten Landesfachausschusses für Äußere Sicherheit und Entwicklung gewählt.

### Abgeordneter
Kiesewetter wurde am 11. Oktober 2008 durch die CDU-Mitglieder im Bundestagswahlkreis Aalen – Heidenheim zum Kandidaten für die Bundestagswahl 2009 nominiert. Als einer von drei Bewerbern um die Kandidatur erreichte er im ersten Wahlgang 75,5 Prozent der Stimmen. Der damalige Wahlkreis-Abgeordnete der CDU, Georg Brunnhuber, trat nicht mehr an. Bei der Bundestagswahl am 27. September 2009 gewann Kiesewetter 45,1 Prozent der Erststimmen und damit das Direktmandat des Wahlkreises Aalen – Heidenheim.
Als Abgeordneter des Bundestags ist Kiesewetter seit 2009 ordentliches Mitglied des Ausschusses für Auswärtige Angelegenheiten und war von 2009 bis 2013 Mitglied des Ausschusses für Angelegenheiten der Europäischen Union (Europaausschuss). Ferner war er von 2009 bis 2013 Obmann seiner Fraktion für Abrüstung, Rüstungskontrolle und Nichtverbreitung, stellvertretender Vorsitzender des Unterausschusses für Abrüstung, Rüstungskontrolle und Nichtverbreitung und von November 2010 bis Ende 2012 Obmann seiner Fraktion für zivile Krisenprävention und vernetzte Sicherheit.
Des Weiteren ist er seit Februar 2010 Leiter der Deutschen Delegation der Parlamentarischen Versammlung der EU- und Mittelmeerstaaten sowie stellvertretender Leiter der Deutschen Delegation der Interparlamentarischen Konferenz für die Gemeinsame Außen- und Sicherheitspolitik (GASP) und die Gemeinsame Sicherheits- und Verteidigungspolitik (GSVP).
Bei der Bundestagswahl 2013 erlangte Kiesewetter im Wahlkreis Aalen-Heidenheim mit 57,6 Prozent der Erststimmen erneut das Direktmandat, während auf seine Partei 49,3 Prozent der Zweitstimmen entfielen. Seit Januar 2014 ist Kiesewetter Obmann der CDU/CSU-Bundestagsfraktion im Auswärtigen Ausschuss. Vom 10. April 2014 bis zum 1. März 2015 war er Obmann seiner Bundestagsfraktion im NSA-Untersuchungsausschuss. Dieses Amt legte er aus persönlichen Gründen nieder. Laut der Zeitung Die Welt tat Kiesewetter dies, um möglichen Zweifeln an seiner Unvoreingenommenheit im NSA-Untersuchungsausschuss vorzubeugen, nachdem eine versuchte Einflussnahme eines Mitarbeiters des Bundesnachrichtendienstes bekannt geworden sei.
Am 22. Juli 2016 wurde Kiesewetter mit 96,04 Prozent Zustimmung als Kandidat der CDU für den Wahlkreis Aalen-Heidenheim für den 19. Deutschen Bundestag nominiert. Bei der Bundestagswahl 2017 erreichte er mit 46,4 Prozent (und damit mit dem siebzehntbesten Erststimmenergebnis der CDU in Deutschland) erneut das Direktmandat. Er war auch im 19. Deutschen Bundestag ordentliches Mitglied im Auswärtigen Ausschuss und dort Obmann der CDU/CSU-Fraktion sowie stellvertretendes Mitglied im Verteidigungsausschuss, dem Unterausschuss Abrüstung, Rüstungskontrolle und Nichtverbreitung und dem Unterausschuss Vereinte Nationen, Internationale Organisationen und Globalisierung.
Als Außenpolitiker ist Kiesewetter regelmäßiger Teilnehmer bei internationalen Begegnungen wie der Münchner Sicherheitskonferenz, dem Congress Bundestag Forum, das vom German Marshall Fund und der Robert Bosch Stiftung getragen wird, der Königswinter-Konferenz der Deutsch-Britischen Gesellschaft, dem Bergedorfer Gesprächskreis der Körber-Stiftung oder den „Globalen Atlantikern“ der Friedrich-Ebert-Stiftung.
Außerdem gehört Kiesewetter zu den regelmäßigen Teilnehmern des seit 2013 von den Abgeordneten Jens Spahn und Omid Nouripour koordinierten Gesprächskreises von Bundestagsabgeordneten aus CDU/CSU und Bündnis 90/Die Grünen, der sogenannten Pizza-Connection.
Seit 2019 ist Kiesewetter Mitglied der Deutsch-Französischen Parlamentarischen Versammlung.
Am 5. November 2020 wurde Kiesewetter vom Plenum des Deutschen Bundestages mit einer breiten Mehrheit von 541 Stimmen bei 355 erforderlichen Stimmen als Nachfolger von Armin Schuster zum Mitglied des Parlamentarischen Kontrollgremiums zur Kontrolle der Nachrichtendienste des Bundes gewählt. Das Gremium wählte ihn am 25. November 2020 zu seinem Vorsitzenden. Seit dem 24. März 2022 ist er stellvertretender Vorsitzender des Parlamentarischen Kontrollgremiums. Am 4. Juni 2025 wurde bekannt, dass Kiesewetter dem Parlamentarischen Kontrollgremium nicht mehr angehören wird, was ein Wunsch des Bundeskanzlers Friedrich Merz gewesen sein soll. Kiesewetter erklärte dazu: „Das ist der Preis, wenn man eine Haltung hat.“ Stattdessen soll Kiesewetter Obmann im Auswärtigem Ausschuss werden.
Zudem ist er ordentliches Mitglied im Gemeinsamen Ausschuss.
Bei der Bundestagswahl 2021 errang Kiesewetter mit 37,0 Prozent der Erststimmen erneut das Direktmandat im Wahlkreis Aalen-Heidenheim und zog in den 20. Deutschen Bundestag ein.
Am 21. April 2024 sprach er sich in der Taurus-Kontroverse für die Lieferung des Marschflugkörpers Taurus an die 2022 von Russland überfallene Ukraine aus.
Am 1. Juni 2024 wurde Kiesewetter an einem Wahlkampfstand in Aalen körperlich attackiert, wobei er sich Schürfwunden und eine Schulterprellung zuzog. Der mutmaßliche Täter soll der Querdenkerszene nahe stehen und auf der Liste „Herzschrittmacher“ für die Gemeinderatswahlen in Aalen am 9. Juni 2024 kandidieren. Der Beschuldigte widerspricht der Darstellung Kiesewetters. Er habe Kiesewetter zwar öffentlich und lautstark als Kriegstreiber bezeichnet, betont jedoch, dass er ihn nicht körperlich angegangen, ihn weder geschlagen noch berührt habe. Im November 2024 teilte die Staatsanwaltschaft Ellwangen der Deutschen Presse-Agentur mit, dass gegen den Beschuldigten Strafbefehl wegen Beleidigung und vorsätzlicher Körperverletzung beantragt worden sei. Eine Entscheidung des Gerichts über den Einspruch des Beschuldigten steht derzeit noch aus.
Für die Bundestagswahlen 2025 wurde Kiesewetter am 13. Juli mit 98,7 Prozent Zustimmung erneut zum Kandidaten der CDU für den Bundestagswahlkreis Aalen – Heidenheim nominiert.
Am 29. Januar 2025 stimmte er beim Entschließungsantrag Fünf Punkte für sichere Grenzen und das Ende der illegalen Migration nicht mit ab. Auch am 31. Januar 2025 stimmte er beim Zustrombegrenzungsgesetz ebenfalls nicht mit ab. Er erklärte später, dass er bewusst die Option der Nicht-Abstimmung gewählt habe. „Meine Fraktion scheint in die Falle der AfD getappt zu sein.“
Kiesewetter erlangte das Direktmandat im Bundestagswahlkreis Aalen – Heidenheim und zog in den 21. Deutschen Bundestag ein. Dort ist er ordentliches Mitglied im Auswärtigen Ausschuss.

## Mitgliedschaften
Kiesewetter ist unter anderem Mitglied in der Deutschen Gesellschaft für Auswärtige Politik, in der Atlantik-Brücke, im Lions-Club, im Sozialverband VdK Deutschland und in der Trilateralen Kommission.
Er ist zudem Mitglied des Bundeswehr-Sozialwerks und der Clausewitz-Gesellschaft. Vom 11. November 2011 an war er Präsident des Verbands der Reservisten der Deutschen Bundeswehr, in dem er bereits seit 2010 Stellvertreter des Präsidenten Gerd Höfer war. Er legte dieses Amt am 28. Juni 2016 nieder, nachdem er die ihm zuvor unbekannten hohen Kosten eines Empfanges des Reservistenverbandes kritisiert hatte.
Kiesewetter war von Ende 2012 bis Oktober 2018 stellvertretender Vorsitzender des 6. und 7. Beirats der Bundesakademie für Sicherheitspolitik (BAKS) und damit einer der beiden Stellvertreter des Parlamentarischen Staatssekretärs a. D. Walter Kolbow. Seit Oktober 2018 ist er einstimmig gewählter Vorsitzender des 8. Beirats der BAKS. In dieser Funktion wurde er am 15. Juni 2022 zum Vorsitzenden des 9. Beirats der BAKS wiedergewählt.
Kiesewetter war bis zu deren Auflösung im November 2019 Unterstützer der „Union der Mitte“.

## Positionen

### Ukraine-Krieg
Zu Diskussionen führte Kiesewetters Forderung, die Ukraine mit Waffen zu versorgen, um „den Krieg nach Russland zu tragen“. Dabei habe er nicht gemeint, russische Ministerien anzugreifen. Mit genug Unterstützung sei die Ukraine fähig, solche Waffen selbst zu produzieren. Gelieferte Waffen seien ohnehin ukrainische Waffen. „Das russische Verteidigungsministerium und das Geheimdienstministerium sind natürlich legitime militärische Ziele.“ Nicht gemeint seien Bildungs- oder Kulturministerium, sondern „nur die Orte, an denen der Angriffskrieg gegen die Ukraine geplant wird“.
Kiesewetter sprach sich für die deutsche Unterstützung bei der Rekrutierung neuer Soldaten aus. Man könne es nicht gutheißen, wenn etwa 200.000 Männer sich der Unterstützung ihrer Heimat entzögen. Dies war parteiintern umstritten.
Für Wirbel sorgte die Äußerung, im Ukraine-Krieg würden auch Lithium-Vorkommen im Donezk-Luhansk-Gebiet eine Rolle spielen. Auf die Frage, ob es also um mehr als um die Freiheit der Ukraine und des Westens gehe, äußerte er, es sei immer um mehr als die Freiheit der Ukraine gegangen, nämlich um die „Freiheit Europas und das Bestehen der regelbasierten Ordnung“. Die Rohstoffe im Donbass seien für Russland ein weiteres Interesse und Ziel, diesen Angriffskrieg zu führen. Es gehe auch darum, dass die Ukraine künftig wirtschaftlich überlebensfähig sei. „Grundsätzlich muss Ziel des gesamten Westens sein, dass die Ukraine ihr völkerrechtlich anerkanntes Staatsgebiet in den Grenzen von 1991 befreit. Ansonsten siegt das Recht des Stärkeren und die besetzten Gebiete bleiben russifiziert: Dort geschehen Mord, Folter, Vergewaltigung, schlimmste Gräueltaten, Kindesentführung. Deshalb muss die Ukraine auch ihre Staatsbürger in den östlichen von Russland besetzten Gebieten vor dem Terrorstaat Russland befreien.“
Er forderte, Deutschland müsse auch wirtschaftlich „all-in“ gehen, um die Ukraine zu unterstützen. Die Verteidigungsausgaben in Deutschland müssten massiv erhöht werden. In anderen Ländern würden Sozialausgaben umpriorisiert, Schulden gemacht oder Steuern erhoben, um steigende Verteidigungsausgaben zu finanzieren. „Wie Deutschland es auch macht, die Unterstützung der Ukraine, sodass sie den Krieg gewinnen kann, lässt sich nicht aus der Portokasse finanzieren – und auch nicht mit einer deutschen Home-office-Mentalität.“ Es brauche zudem eine Zeitenwende in der Bundeswehr: „Für die Bedrohungslage für Deutschland reicht Verteidigungsbereitschaft nicht mehr, es braucht Kriegstüchtigkeit, um abzuschrecken und [..] eine Gesamtverteidigung zu ermöglichen“, schrieb Kiesewetter am 12. November 2024 auf seinem Instagram-Kanal.

### Nahostkonflikt
Kiesewetter trat als Unterstützer Israels auf und bekennt sich zum Konzept einer deutschen Staatsräson gegenüber dem Land. Nach dem Terrorangriff der Hamas auf Israel 2023 betonte er die Legitimität der israelischen Reaktion. Im August 2024 schlug er eine militärische Unterstützung Israels im Falle eines iranischen Angriffes vor; so könnte die Bundeswehr etwa die Luftbetankung israelischer Kampfflugzeuge unterstützen. Kiesewetter befürwortet Waffenlieferungen an Israel und kritisierte die damalige Bundesregierung unter Olaf Scholz für ihre in dieser Hinsicht zögerliche Position. Im Oktober 2024 bezeichnete er das israelische Vorgehen in Gaza, Syrien, Libanon und Jemen als „Diplomatie mit Härte“ und warb um mehr Unterstützung durch Berlin. Kritik übte er am Hilfswerk der Vereinten Nationen für Palästina-Flüchtlinge im Nahen Osten.
Nachdem Israel bereits wiederholt Kriegsverbrechen vorgeworfen worden waren, verteidigte Kiesewetter das Vorgehen Israels abermals im Juni 2025 als Reaktion auf den Terrorangriff der Hamas. Die Journalistin und Nahost-Expertin Kristin Helberg kritisierte ihn daraufhin scharf: „Das ist wirklich israelische Propaganda gerade. Das ist ja nicht zu ertragen!“ Israel bekämpfe nicht die Hamas, so Helberg, sondern bestrafe „kollektiv sämtliche Bewohner im Gazastreifen“. Kiesewetter wies das sowie den Vorwurf, israelische Propaganda zu verbreiten, zurück.

### Koalition mit BSW
Am 26. September 2024 bei Markus Lanz wollte er eine geplante Zusammenarbeit mit dem Bündnis Sahra Wagenknecht ausschließen, obwohl schon erste Sondierungsgespräche zwischen CDU-Politiker wie Mario Voigt und Michael Kretschmer mit Wagenknecht und Mitgliedern ihrer Partei stattfanden. Er bezeichnete die BSW als „Kader-Partei“ und „Retortenbaby Moskaus“. Bei einer Koalition mit dem BSW würde die Union darunter leiden und einen großen Schaden haben. Auf Nachfrage des Journalisten Veit Medick: „Was passiert denn, wenn die CDU nicht regieren sollte?“ sagte Kiesewetter: „Dann regieren andere!“ und dass „eine Koalition von AfD und BSW“ denkbar wäre. Er sagte zudem, dass er eine Initiative mit „einer größeren Gruppe von mehreren Tausend Unterzeichnern“ starten wolle, um einen Unvereinbarkeitsbeschluss in der CDU zum BSW zu bekommen.

## Familie
Kiesewetter ist seit 1991 verheiratet und Vater eines Sohnes (* 1992) und einer Tochter.

## Auszeichnungen
- 1997: General-Heusinger-Preis
- 2023: Ehrensenator der Hochschule Aalen[49]

## Veröffentlichungen
- Zeitenwende - neue Wehrhaftigkeit in einer postheroischen Gesellschaft. In: Die Zeitenwende - sicherheitspolitischer Kulturwandel in der Bundesrepublik Deutschland, Springer VS, Wiesbaden 2025, S. 101–120.
- mit M. Reiterer: Germany Needs to Help Forge an Alliance of States to Protect the Rules-Based Order. In: Internationale Politik Quarterly vom 15. Dezember 2022 (Online)
- Eine strategische Kultur muss Teil der Nationalen Sicherheitsstrategie sein. In: Verfassungsblog vom 28. März 2022 (Online).
- Nato. Abschreckung und Dialog glaubhaft machen. In: Neue Zürcher Zeitung, 29. März 2019 (Online).
- mit James D. Bindenagel: Deutschland darf nicht Zaungast bleiben. In: Frankfurter Allgemeine Zeitung, 8. August 2019 (Online).
- Deutschland muss das Momentum für eine glaubwürdige europäische Verteidigung nutzen. In: Die Bundeswehr, Februar 2018, S. 12–13.
- Syrien. Der Krieg und die Folgen. In: Die Politische Meinung, Jg. 63, Heft 553, S. 14–20.
- mit S. Scheller: Viel Einsatz, wenig Wirkung. Die EU muss im Syrien-Konflikt endlich mehr Einfluss gewinnen. In: Internationale Politik, Jg. 73, Heft 4, 2018, S. 64–70.
- mit A. Nick, Michael Vietz: Erklären, was wir außenpolitisch wollen. Zur Rolle des Parlaments in der strategischen Kultur. In: Internationale Politik, Jg. 72, 2017, Heft 4, S. 30–33.
- Wendezeit in der Transatlantischen Partnerschaft – Eine Herausforderung für Europa. In: Martine Timmermann (Hrsg.): Wirken in Wendezeiten – 40 Jahre Mid-Atlantic Club. Verlag Dr. Kovač, Hamburg 2017, S. 271–184.
- Deutschlands neue Verantwortung für ganzheitliche Sicherheit. In: Wolfgang Ischinger, Dirk Messner (Hrsg.): Deutschlands neue Verantwortung – die Zukunft der deutschen und europäischen Außen-, Entwicklungs- und Sicherheitspolitik. Econ Verlag, Berlin 2017, S. 234–237.
- Zerfall des Nahen Ostens – Zeit für europäisches Engagement. In: Europäische Sicherheit & Technik, Jg. 12, 2016, Heft 12, S. 10–12.
- mit J. Ostendorf: Nachbarn in Not: wie wir dem Maghreb helfen können – und müssen. In: Internationale Politik, Jg. 71, 2016, Heft 5, S. 92–97.
- mit I. Zielke: Permanent NATO deployment is not the answer to European security. In: European View, Band 15, 2016, Heft 1, S. 37–45.
- Auf Leben und Tod – die Gewissensentscheidung eines MdB über Kampfeinsätze. In: Schützen, retten, kämpfen – Dienen für Deutschland. Carola Hartmann Miles-Verlag, Berlin 2016, S. 269–280.
- mit S. Scheller: ISAF – verstanden und dazugelernt: Mission erfüllt? In: Politische Studien, 2016, Band 67, Nr. 467, S. 72–79.
- Neuausrichtung des Reservistenverbandes – Partner der Bundeswehr und Plattform der Reservistenarbeit. In: Komplexe Krisen – aktive Verantwortung: Magdeburger Gespräche zur Friedens- und Sicherheitspolitik, 2016, S. 146–154.
- Heidenheim – Meine Brücke. In: L. Heidenheim, Landkreis Heidenheim ganz persönlich. Landkreis Heidenheim in Zusammenarbeit mit neomediaVerlag GmbH, 2016, S. 72–74.
- Neuausrichtung des Reservistenverbandes – Partner der Bundeswehr und Plattform der Reservistenarbeit. In: R. Wagner, H.-J. Schaprian (Hrsg.): Komplexe Krisen – aktive Verantwortung. Friedrich-Ebert-Stiftung, Magdeburg 2016, S. 146–154.
- Die deutsche Außenpolitik steht auf dem Prüfstand. In: Civis mit Sonde, Heft 1, 2015, S. 32–47.
- Eine neue Leitidee für einen „Freiwilligen Gesellschaftsdienst“. In: Europäische Sicherheit & Technik, Jg. 64, 2015, Heft 9, S. 10–12.
- Wenn der Krieg hybrid wird. In: Berliner Republik – Das Debattenmagazin, Jg. 16, 2015, Heft 3/4, S. 15–17.
- Die weltweite Durchsetzung der Menschenrechte und die Rolle der Vereinten Nationen. In: Aus der Krise lernen – Auf dem Weg zu einer weltoffenen und humanen Gesellschaft. Herder, Freiburg 2014, S. 329–339.
- Challenge for the European security order: Ukraine crisis: desperate for a renewed common foreign and security policy. In: The European – Security and Defence Union, Jg. 19, Heft 2, 2014, S. 12–13.
- Vision Europaarmee – Europa braucht eine stärkere strategische Koordinierung in der Gemeinsamen Außen- und Verteidigungspolitik. In: Das Zeitalter der Einsatzarmee – Herausforderungen für Recht und Ethik (= Wissenschaft und Sicherheit, Band 8). Berliner Wissenschafts-Verlag, Berlin 2014, S. 154–161.
- Deutschland hat klare maritime Interessen. Hieraus müssen Fähigkeiten zu deren Schutz abgeleitet werden. In: Maritime Sicherheit im 21. Jahrhundert. Nomos Verlag, Baden-Baden 2014, S. 7–10.
- Mehr deutsche Soldaten in UN-Friedensmissionen? Ja! In: Vereinte Nationen – Zeitschrift für die Vereinten Nationen und ihre Sonderorganisationen, Jg. 62, Heft 3, 2014, S. 113.
- Beruf: Soldat. In: Europäische Sicherheit & Technik, Jg. 63, Heft 8, 2014, S. 10–12.
- Auszeit – Roderich Kiesewetter. Gedichte mit Illustrationen von Susanne Scholz. Bairle, Heidenheim 2013.
- Jeder Veteran ist Reservist: Präsident Roderich Kiesewetter (CDU) zur Zukunft des Verbands. In: Loyal – Magazin für Sicherheitspolitik, Heft 3, 2013, S. 4–5.
- Kampfdrohnen für die Bundeswehr? Ja – zum Schutz der Soldaten! In: S&F Sicherheit und Frieden, Jg. 31, Heft 3, 2013, S. 175–183.
- Enhancing Turkey’s Relations with the EU. In: Südosteuropa Mitteilungen, Jg. 53, Heft 1, 2013, S. 99–100.
- mit A. Schockenhoff: Europas sicherheitspolitische Handlungsfähigkeit stärken – es ist höchste Zeit. In: Die Friedens-Warte – journal of international peace and organization, Jg. 87, Heft 2/4, 2012, S. 13–16.
- mir R. Arnold: Die Haushaltslage – der schwierigste Gegner der NATO. In: Loyal – Magazin für Sicherheitspolitik, Heft 9, 2012, S. 6–30.
- Heimat – Sicherheit – Zusammenhalt: die Rolle der Reserve in der neuen Bundeswehr. In: Loyal – Magazin für Sicherheitspolitik, Heft 5, 2012, S. 6–17.
- mit Andreas Schockenhoff: Impulse für Europas Sicherheitspolitik – die Zeit zum Handeln ist gekommen. In: Internationale Politik, Jg. 67, Heft 5, 2012, S. 88–97.
- mit Andreas Schockenhoff: Sicherheitspolitische Handlungsfähigkeit für Europa. In: Europäische Sicherheit & Technik, Heft 8, 2012, S. 10–12.
- Die Stärkung der GSVP – Aufbau einer Europa-Armee als Antwort auf neuartige Bedrohungen und als Konsequenz der Finanz- und Wirtschaftskrise in den einzelnen EU-Mitgliedsländern. In: Eine einsatzfähige Armee für Europa – die Zukunft der Gemeinsamen Sicherheits- und Verteidigungspolitik nach Lissabon (= Forum Innere Führung, Band 34). Nomos, Baden-Baden 2011, S. 344–352.
- mit Andreas Schockenhoff: Freiwilliger Dienst. In: Loyal – Magazin für Sicherheitspolitik, Heft 9, 2010, S. 18–19.
- CDU/CSU – Prioritätensetzung für eine operative Außenpolitik. In: Jahrbücher des Forschungsinstituts der Deutschen Gesellschaft für Auswärtige Politik, Band 28: Einsatz für den Frieden: Sicherheit und Entwicklung in Räumen begrenzter Staatlichkeit. 2010, S. 368–390.
- Tu’ was für dein Land! : Reservisten – der Verband, die Wehrpflicht und die Folgen des Sparzwangs. In: Loyal – Magazin für Sicherheitspolitik, Heft 7/8, 2010, S. 16–19.
- mit Bernhard Liechtenauer: Das Heer im Einsatz: Schutz und Wirkung. In: Europäische Sicherheit & Technik, Heft 1, 2007, S. 48–56.
- mit F. M. Alamir: The European Security and Defense Policy and Potential Causes of Friction with NATO. In: Jörg Calließ (Hrsg.): Die Erneuerung der transatlantischen Partnerschaft. Loccumer Protokoll Nr. 10/01, Rehburg-Loccum 2003.